# Санта-Клара (округ)
Са́нта-Кла́ра (англ. Santa Clara County) — округ в штате Калифорния, США, расположенный в области залива Сан-Франциско. На территории округа расположена Кремниевая долина.
Административный центр округа — город Сан-Хосе. В округе также находится одноименный город Санта-Клара — расположен к западу от Сан-Хосе и граничит с ним.

## Географическое положение
Округ граничит на северо-западе с округом Сан-Матео.
На юге через горы Санта-Круз проходит разлом Сан-Андреас.

## История
Округ Санта-Клара — один из первых округов в Калифорнии, который образован в 1850 году.
Своё название округ получил по названию католической миссии Святой Клары, возникшей здесь в 1777 году.

## Промышленность
Первоначально население округа на протяжении двух веков занималось сельским хозяйством. Затем на смену им пришли технологии. В 1971 году возникла Кремниевая долина, в которой ныне расположены штаб-квартиры таких крупных технологических компаний, как Apple, Hewlett Packard, Google, Yahoo, eBay, Intel, Nvidia и многих других.

## Административное деление
На территории округа расположено 15 городов
- Сан-Хосе
- Кэмпбелл
- Купертино
- Гилрой
- Лос-Альтос
- Лос-Алтос-Хилс
- Лос-Гатос
- Милпитас
- Монте-Серено
- Морган-Хилл
- Маунтин-Вью
- Пало-Альто
- Санта-Клара
- Саратога
- Саннивейл